# Sublime with Rome
Sublime with Rome es una colaboración musical entre Eric Wilson y Bud Gaugh, exintegrantes de la banda Sublime, y el cantante y guitarrista Rome Ramírez. El grupo lleva a cabo principalmente canciones de Sublime, que fue encabezada por Bradley Nowell hasta su muerte en 1996. El sufijo «Rome» se refiere al nombre de pila del cantante.
Ramírez comenzó a tocar con Gaugh y Wilson en 2009 donde tocaban bajo el nombre «Sublime», hasta que el Estado les prohibió el uso del nombre. Por consecuencia, cambiaron el nombre a «Sublime with Rome» en enero de 2010. El grupo tocó en el Smokeout Festival en 2009 y embarcaron su primera gira en 2010. Tiempo después lanzaron su primer álbum Yours Truly el 12 de junio de 2011.

## Historia

### Comienzos (1997-2009)
Una nueva versión de Sublime comienza en 1997, cuando Bud Gaugh y Eric Wilson empezaron "Long Beach Dub Allstars", su primer proyecto desde la muerte de Bradley Nowell. La banda tocó canciones de "Sublime" como también nuevo material. Después de que Long Beach Dub Allstars se separara en 2002, Wilson pasó a formar "Long Beach Shortbus", mientras que Gaugh pasó a formar "Eyes Adrift" y "Volcano" (que aparece en ambos el vocalista/guitarrista Curt Kirkwood de Meat Puppets)
En febrero de 2009 Gaugh y Wilson se renunieron para un show en Nevada, Estados Unidos y volvieron a usar Sublime para su nueva banda. Se unieron junto con un nuevo cantante y guitarrista cuyo identidad no fue revelada; el primero de marzo de 2009, Gaugh confirmó que había un nativo de Northern California de veinte años que había colaborado con ellos en el RAWsession cuando tocaban canciones como "Saw Red" y "Boss JD", llamado Rome Ramírez. El trío tocó en un show del Smokeout Festival de Cypress Hills el 24 de octubre de 2009 en San Bernardino, California. El festival también contó con actuaciones de Kottonmouth Kings, Slipknot, Deftones, Bad Brains y Pennywise.

### Problemas judiciales (2009–2010)
El 23 de octubre de 2009, un día antes de que el Festival Smokeout se llevara a cabo, la familia de Nowell y los ejecutores de su patrimonio amenazaron a Gaugh y Wilson, junto con Ramírez, con una demanda si la banda reconstituida continuara utilizando el nombre de Sublime. La declaración fue publicada en la página oficial de MySpace de la banda que dice lo siguiente:

Recientemente se anunció que el bajista Eric Wilson y el baterista Gaugh 'Bud' Floyd de Sublime se 'reunieron' y estarían trabajando en equipo con el cantante y guitarrista Rome Ramírez en una banda con la intención de llamarla "Sublime". Antes de su prematura muerte, tanto Bud como Eric reconocieron que Brad Nowell era el único propietario del nombre. La intención expresa de Brad es que nadie utilice éste en ningún grupo que no lo incluyera, incluso ha registrado la marca "Sublime" bajo su propio nombre. Como herederos de Brad, y con el apoyo de toda su familia, lo único que queremos es respetar sus deseos y por lo tanto, no han dado su consentimiento al llamar a su nuevo proyecto de esa manera. Siempre hemos apoyado a Bud y a los proyectos musicales de Eric y a sus deseos de seguir tocando la música de Sublime. Hemos apoyado con entusiasmo a Bud, a Eric y los muchos talentosos miembros de Sublime que pasaron a formar Long Beach Dub All-Stars, poco después de la muerte de Brad, en su honor a través de sus grabaciones originales, actuaciones en vivo y la música de Sublime hasta su separación en 2002. Pero, por respeto a los deseos de Brad, nos negamos a apoyar a cualquier grupo que toca con el nombre de "Sublime", y ahora con gran renuencia siéntanse obligados a tomar las medidas legales oportunas para proteger el legado de Brad.
Nuestra esperanza es que los excompañeros de Brad puedan respetar sus deseos y encontrar un nuevo nombre para tocar, con el fin de mejorar la esencia de "Sublime" sin la confusión y la decepción que muchos fanes han expresado al ver el anuncio.

El 3 de noviembre de 2009, un juez de Los Ángeles comenzó el juicio para prohibir el uso del nombre original a los vivientes de Sublime. Jeremiah Reynolds, quien representa al Estado de Bradley Nowell comentó sobre el caso:

El punto que tratamos de hacer es animar a estos señores a salir a tocar. Creemos que son grandes músicos. Simplemente no creo que sea adecuado seguir llamándolo así ya que no tiene a Bradley [Nowell] y que ahora tiene un nuevo cantante. Son consistentes las intenciones de Brad de tratar de proteger el nombre. El tribunal acordó que Bud y Eric y el nuevo cantante no tienen derecho a salir a tocar en shows con el nombre Sublime.

Como parte de la medida cautelar, para la nueva formación se dice que son incapaces de realizar o grabar bajo el nombre de Sublime sin la aprobación y el permiso de la familia Nowell. Un portavoz de Gaugh y Wilson se negó a comentar. Thomas Brackey, que representa a los miembros vivientes de Sublime, no devolvió las llamadas. El orden depende de una fianza de 125.000 dólares de ser publicado en caso de que más adelante se determina que los acusados - a los miembros vivientes Sublime - sufrieron daños como resultado de la sentencia. Reynolds dijo que la fianza sería publicada. Gaugh y Wilson emitieron la siguiente declaración:

Nuestro objetivo sigue siendo compartir la música y el mensaje de Sublime con todos nuestros fanes de todo el mundo. Tenemos la intención de seguir el consejo de la corte y trabajar en una solución de negocios a esta cuestión. Esperamos que todo el tema del estado se termine para que la música de Sublime pueda vivir y ser accesible a todos.

En enero de 2010, el caso fue terminado y se anunció finalmente que la nueva banda de Ramírez, Wilson y Gaugh que llevarían a cabo se llamaría "Sublime with Rome".

### Gira posterior,Yours Trulyy más (2010–presente)
Se le preguntó a Gaugh en octubre de 2009 sobre el futuro del proyecto y respondió:

Sería genial volver al estudio y grabar nueva música. Sería genial ir de gira de vuelta. Pero estamos haciendo cosa por cosa primero, y se siente bien. Un proyecto importante que estamos desarrollando y que estamos emocionados es el código-nombre "Brad's House." La idea es brindar un servicio gratuito de recuperación de la adicción a los adolescentes desfavorecidos en honor a Brad. La familia entera de Sublime fue devastada por la pérdida de él y nos gustaría ayudar a evitar que no eso suceda a otras personas. La banda se ha comprometido a destinar los ingresos a obtener para comenzar. Vamos a comenzar con una fácil, pero nuestra esperanza es que podamos obtener otras bandas y organizaciones para que se unan a nosotros y poder arrasarla cruzando el país.

En febrero de 2010, la banda confirmó numerosos conciertos en Norteamérica, como también planes para ir a Europa en mayo. Sin embargo, para junio de 2010, la gira de Europa nunca se realizó. Los conciertos en vivo de Sublime with Rome incluyen a Todd Forman en el saxo y teclados; Forman fue el que tocaba el saxofón en los últimos discos de Sublime.
Gaugh anunció en Billboard.com que el nuevo material para Sublime with Rome estaba grabándose. El trío escribió tres canciones nuevas cuando empezaron a tocar juntos en febrero de 2009, incluyendo una, "Panic", que fue tocada en los tres shows que hicieron hasta ahora. Él explicó que, "Vamos a continuar trabajando en material nuevo mientras estamos en la carretera. No es sin lugar a dudas tener un estudio en uno de los autobuses, mientras estamos de gira. Damos nuestra mejor creatividad en vivo, así que estamos tratando las nuevas cosas para los fans, incluso antes de entrar al estudio."
En mayo de 2010, Gaugh le reveló a Billboard.com que SwR entrará a un estudio en junio para una semana "y concretar algunas de las canciones más trabajadas, e incluso terminar uno o dos de ella para lanzarlas luego a fines del verano". La banda se espera que tengan el disco para 2011. El 5 de febrero de 2011, Sublime with Rome anunció en su sitio web oficial que estarían entrando al estudio en marzo y empezarían a grabar su álbum debut, con el guitarrista de Butthole Surfers, Paul Leary como productor. Ramírez ha dicho que severas colaboraciones han sido consideradas. "Habrán invitados especiales y algunas colaboraciones también, quisiera una con Aimee Allen".
El 21 de febrero de 2011 (que fue también el cumpleaños número 41 de Eirc Wilson), la banda anunció vía Facebook que empezaron a grabar el álbum y que irían a postear "videos locos" para que "todos vean un vistazo detrás de las escenas en el proceso de Sublime with Rome." El 14 de abril de 2011, Ramírez posteó una entrada en el sitio web de SwR en donde anunció que el álbum esta casi terminado y que se esperaba el lanzamiento en el verano. Durante la gira de verano de 2011, Sublime with Rome tocó su nueva canción "Panic" en Jimmy Kimmel Live!. También se anunció que Sublime with Rome firmó oficialmente con Fueled by Ramen y lanzaron su álbum debut Yours Truly el 12 de julio de 2011
A fines de 2011, Bud dejó la banda por motivos personales. Josh Freese lo reemplazó en la giras durante el 2012.

### Salida de Rome Ramirez 2023-2024
Eric y Bud tuvieron una presentación especial con Jakob Nowell(Hijo de Bradley) el 8 de diciembre de 2023, donde tocaron el repertorio de Sublime, teniendo una respuesta increíble por parte de los fans, sin ser oficial, se rumora la continuidad de Sublime ahora con Jakob.
El 18 de diciembre de 2023, Rome Ramirez anuncia su partida de Sublime with Rome a finales de 2024 para terminar de cumplir con sus compromisos, todo esto en términos amistosos.

## Giras
- Sublime with Rome Tour (2010)
- 311 Unity Tour (2011)

## Discografía

### Álbumes de estudio
- Yours Truly (2011)
- Sirens (2015)
- Blessings (2019)

### Sencillos
| Año  | Título                | U.S. Alt. | U.S. Rock | CAN Alt | Álbum       |
| ---- | --------------------- | --------- | --------- | ------- | ----------- |
| 2011 | "Panic"               | 4         | 10        | 11      | Yours Truly |
| 2011 | "Take It or Leave It" |           |           |         | Yours Truly |